# Lile
Lile es un género de peces de la familia Clupeidae, del orden Clupeiformes. Este género marino fue descrito científicamente en 1896 por David Starr Jordan y Barton Warren Evermann.

## Especies
Especies reconocidas del género:
- Lile gracilis Castro-Aguirre & Vivero, 1990
- Lile nigrofasciata Castro-Aguirre, Ruiz-Campos & Balart, 2002
- Lile piquitinga (Schreiner & A. Miranda-Ribeiro, 1903)
- Lile stolifera (D. S. Jordan & C. H. Gilbert, 1882)